# 新竹御嵿攻城獅
新竹御嵿攻城獅（英語：Hsinchu Toplus Lioneers）為臺灣職業籃球隊，以新竹縣作為球隊所在地，並以會員身份參與台灣職業籃球大聯盟賽事，球隊主場館為新竹縣體育館。
攻城獅成立於2020年，在2020-21賽季成為P. LEAGUE+創始球隊，並獲選為該賽季P. LEAGUE+年度主場，之後連續三個賽季蟬聯該獎項，2024-25賽季成為台灣職業籃球大聯盟創始球隊，並獲選為該賽季台灣職業籃球大聯盟年度主場。

## 歷史

### 2020年
2020年7月8日，陳建州以新聯盟執行長的身份，在中華民國籃球協會召開的「共好盃」第3次籌備會議中證實新聯盟已成立，並表示有新籌組的新竹球隊參賽新聯盟。8月3日，新籌組的新竹球隊透過臉書粉絲團公布隊名為「新竹攻城獅」，靈感來自漫畫《宅男打籃球》中的「竹北攻城獅」，英文名稱為「Hsinchu Lioneers」，結合「Lion（獅子）」與「Engineer（工程師）」，代表新竹當地的高科技產業等文化元素；總教練由林冠綸擔任、助教為沈欣漢、陳志忠擔任球隊顧問。8月8日，總經理高景炎亮相。8月20日，攻城獅舉行公開「媒體日」，總經理高景炎表示，球隊在6月初才敲定建隊計畫，並希望用3年繳出成長成績單。
9月1日，攻城獅舉行成軍記者會；由許毓仁出任領隊。9月8日，攻城獅與新竹縣政府簽署主場合作備忘錄。9月17日，「攻城獅文創股份有限公司」核准設立，由胡瓏智擔任董事長。11月15日，球隊啦啦隊「慕獅女孩」正式成軍。12月10日，攻城獅宣布街口支付冠名贊助球隊3年，隊名更改成「新竹街口攻城獅」。

### 2021年
2021年2月24日，攻城獅宣布簽回雷特擔任「球員技巧發展教練」。4月3日，攻城獅確定例行賽以第四名作收。4月18日，攻城獅獲選P. LEAGUE+2020-21賽季年度主場。9月22日，攻城獅公佈球員薪資與合約年份。

### 2022年
2022年4月10日，攻城獅確定晉級P. LEAGUE+季後賽。4月29日，攻城獅在賽季例行賽主場最終戰為陳堅恩舉辦引退儀式。5月21日，攻城獅確定拿下例行賽第一名。6月13日，攻城獅獲選P. LEAGUE+2021-22賽季年度主場。6月14日，攻城獅以3比2擊退新北國王，晉級總冠軍賽。6月27日，攻城獅在總冠軍賽以1比4不敵臺北富邦勇士。7月26日，攻城獅宣布總經理高景炎因個人生涯規劃自請辭職，職務由董事長胡瓏智兼任。

### 2023年
2023年4月30日，攻城獅確定無緣P. LEAGUE+季後賽。5月1日，攻城獅宣布胡瓏智辭去總經理職務。5月29日，攻城獅獲選P. LEAGUE+2022-23賽季年度主場。7月20日，攻城獅宣布與B2聯賽球隊青森熱力簽訂姊妹隊合作協議。8月21日，領隊陳美玲接任球團董事長職務。8月25日，攻城獅宣布張樹人接任球團總經理職務。8月30日，攻城獅宣布密特羅維奇（Milan Mitrovic）出任助理教練；攻城獅感謝街口支付過去三年以來的冠名贊助合作。12月20日，攻城獅宣布2023-24賽季由御頂國際集團冠名贊助更名為「新竹御頂攻城獅」。

### 2024年
2024年2月14日，攻城獅宣布與總教練林冠綸協議結束合約，由助理教練米蘭（Milan Mitrovic）接任總教練。5月18日，攻城獅確定晉級季後賽。7月9日，攻城獅與台灣職業籃球大聯盟（TPBL）其他六支球隊發表聯合聲明。7月17日，攻城獅宣布與總教練米蘭續約一年。7月31日，攻城獅宣布宋宇軒退役轉任體能助理教練。8月28日，攻城獅宣布呂奇旻退役轉任助理教練。8月31日，攻城獅與B1聯賽球隊Levanga北海道完成姐妹隊伍締結儀式。12月6日，攻城獅宣布與總教練米蘭終止合約，由助理教練沈欣漢代理總教練職務。12月17日，攻城獅宣布由威森（Wesam Al-Sous）接任總教練，雙方簽下三年合約。

### 2025年
2025年4月19日，攻城獅確定無緣季後賽。5月28日，攻城獅獲選TPBL2024-25賽季年度主場。8月4日，攻城獅宣布助理教練沈欣漢、體能教練王德湧、宋宇軒合約期滿不續約，原助理教練呂奇旻轉任攻城獅Lioneers Jr. Team總教練。8月5日，攻城獅宣布泰勒（Jacob Tyler）擔任助理教練，陳閎臨出任體能教練。

## 歷年戰績
以下列出球隊過去在P. LEAGUE+與台灣職業籃球大聯盟的戰績。
| 聯盟總冠軍 | 晉級季後賽 |

| 賽季    | 聯盟 | 例行賽 | 例行賽 | 例行賽 | 例行賽 | 例行賽 | 季後賽                                                            |
| 賽季    | 聯盟 | 名次   | 已賽   | 勝場   | 敗場   | 勝率   | 季後賽                                                            |
| ------- | ---- | ------ | ------ | ------ | ------ | ------ | ----------------------------------------------------------------- |
| 2020-21 | PLG  | 4 / 4  | 24     | 9      | 15     | .375   |                                                                   |
| 2021-22 | PLG  | 1 / 6  | 30     | 20     | 10     | .667   | 獲勝 季後賽首輪（新北國王）3比2 落敗 總冠軍賽（臺北富邦勇士）1比4 |
| 2022-23 | PLG  | 6 / 6  | 40     | 13     | 27     | .325   |                                                                   |
| 2023-24 | PLG  | 4 / 6  | 40     | 21     | 19     | .525   | 落敗 季後賽首輪（桃園璞園領航猿）2比4                             |
| 2024-25 | TPBL | 7 / 7  | 36     | 12     | 24     | .333   |                                                                   |

## 設施

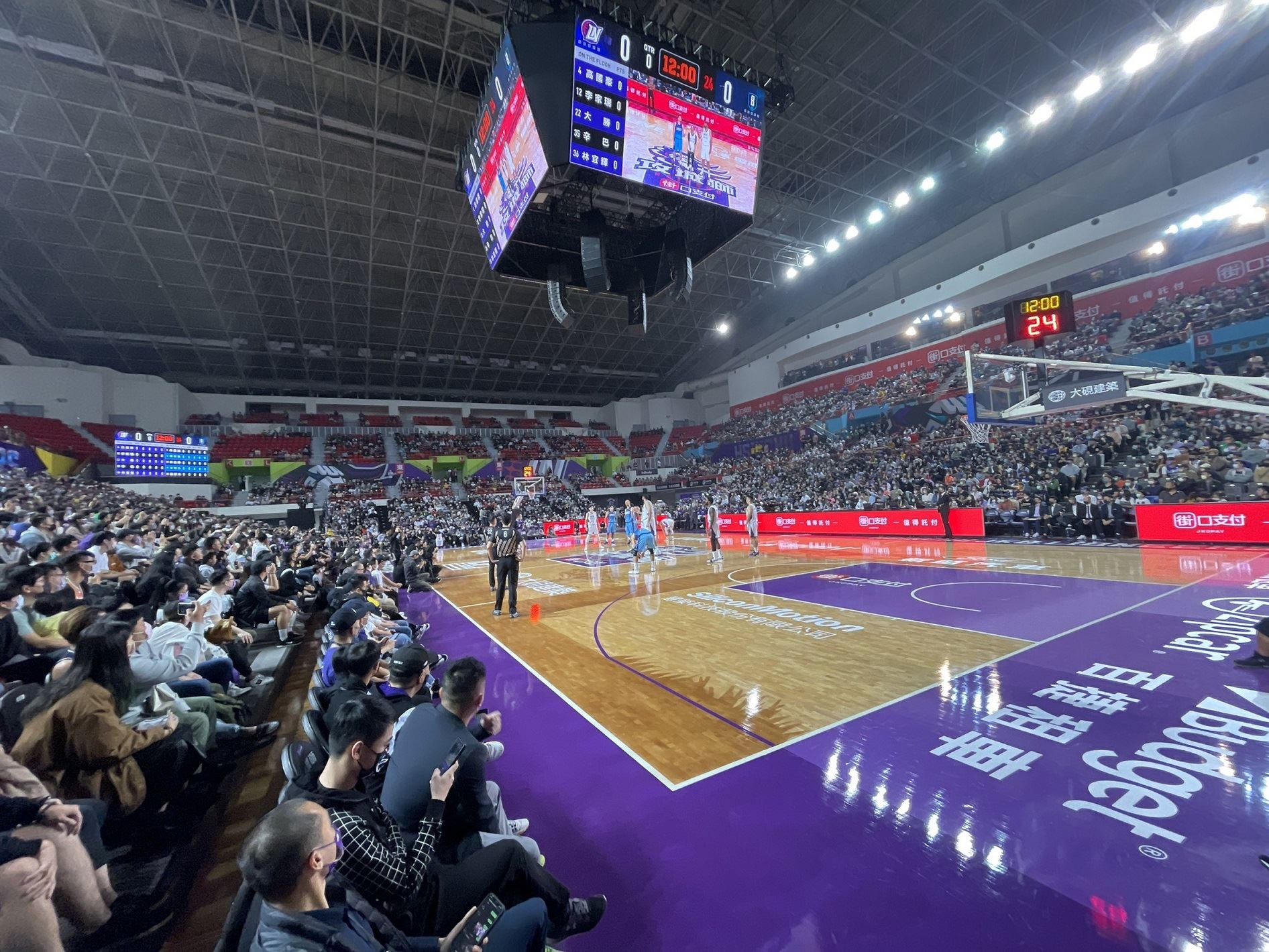
攻城獅主場館新竹縣體育館2021-22賽季引進中央大螢幕

攻城獅從2020年起使用新竹縣體育館作為球隊主場。2020-21賽季使用新竹豐邑喜來登大飯店作為球員宿舍。2021-22賽季在新竹縣體育館旁打造複合性訓練基地，三樓作為球員宿舍，四樓為訓練中心，另外在新竹縣體育館內北側觀眾迴廊設置球團博物館。

## 外部連結
- 官方网站
- 官方网站
- 新竹御嵿攻城獅的Facebook專頁
- 新竹御嵿攻城獅的Instagram帳戶
- 新竹御嵿攻城獅的Threads
- 新竹御嵿攻城獅的X（前Twitter）
- 新竹御嵿攻城獅的Twitch频道
- YouTube上的新竹御嵿攻城獅頻道